# Hans Gertzen
Hans Gertzen (* 22. Januar 1921 in Gelsenkirchen; † 7. September 1998 ebenda) war ein deutscher Politiker (SPD).

## Leben und Beruf
Nach dem Besuch der Volksschule absolvierte Gertzen eine Ausbildung zum Verwaltungsangestellten, die er mit der Verwaltungsprüfung abschloss. Von 1939 bis 1945 nahm er als Soldat am Zweiten Weltkrieg teil und geriet zuletzt in Gefangenschaft, aus der er 1947 entlassen wurde.
Nach seiner Entlassung aus der Kriegsgefangenschaft bildete Gertzen sich an der Verwaltungsakademie fort und arbeitete anschließend als Verwaltungsangestellter beim Arbeitsamt in Gelsenkirchen.

## Partei
Gertzen schloss sich 1947 der SPD an.

## Abgeordneter
Gertzen wurde 1952 in den Rat der Stadt Gelsenkirchen gewählt. Von 1962 bis 1965 war er Mitglied des nordrhein-westfälischen Landtages. Dem Deutschen Bundestag gehörte er von 1965 bis 1980 an. Im Parlament vertrat er den Wahlkreis Gelsenkirchen II.